# Florence Wambugu
Florence Muringi Wambugu (nacida 23 de agosto de 1953) es una viróloga y fitopatóloga keniana. Es reconocida por su propuesta de emplear biotecnología para incrementar la producción de alimentos en África.

## Educación
Estudió en la Universidad de Nairobi, donde recibió su bachiller en ciencias en botánica. Obtuvo la maestría en patología botánica en la Universidad Estatal de Dakota del Norte en 1984, y el doctorado en virología y biotecnología la Universidad de Bath en 1991.
También, recibió un grado honorario (doctora en ciencias) de la Universidad de Bath en 2009.

## Carrera profesional
Florence Wambugu es la fundadora y directora general de Africa Harvest Biotech Foundation International (AHBFI) desde 1994. AHBFI es una fundación sin fines de lucro con oficinas en Nairobi, Kenya, Johannesburgo, Sudáfrica, y Washington D. C. Anteriormente, fue directora para la región africana en el International Service for the Acquisition of Agri-biotech Applications (ISAAA) en Nairobi. 
De 1978 a 1991, fue investigadora principal en patología y coordinadora de investigación en biotecnología botánica para el Kenya Agricultural Research Institute (KARI). Luego (1991-1994), fue becaria posdoctoral en la compañía Monsanto.
Ha hecho contribuciones significativas en la investigación, desarrollo y mejoramiento de la producción de maíz, pyrethrum, banana, batata y forestería en Kenia. Ha publicado más de cien artículos.
Ha servido en varias juntas directivas, incluyendo el Comité del Sector Privado del CGIAR, grupo de trabajo para incrementar la seguridad alimentaria dentro de los objetivos del Milenio de las Naciones Unidas. También ha sido miembro del comité ejecutivo del Forum for Agricultural Research in Africa (FARA); del grupo asesor en biotecnología de la DuPont Company; del International Plant Genetic Resources Institute (IPGRI, renombrado a Bioversity International); y el African Biotechnology Stakeholders Forum (ABSF).
Actualmente, es parte del comité de Japan Science and Technology in Society (STS) Forum y de European Action on Global Life Sciences (EAGLES), y es miembro de la junta científica del Grand Challenge in Global Health de la Fundación Bill y Melinda Gates.

## Batata genéticamente modificada
Florence Wambugu participó en un proyecto para desarrollar una batata genéticamente modificada. En febrero de 2004, la revista New Scientist reportó que el proyecto había fracasado.

## Premios
Wambugo ha recibido numerosos premios y condecoraciones.
- Premio de la IITA (International Institute of Tropical Agriculture, Nigeria) (1981)
- Premio de la KARI en Tecnología de Cultivos al científico destacado del año (1989)
- Fondo/Premio a la Investigación Regional del Instituto Internacional de la Papa (1989)
- Premio al Apoyo a los Granjeros, Pyrethrum Marketing Board of Kenya (1990)
- Reconocimiento al candidato al doctorado ejemplar, Virology Division of Horticultural Research International in England y KARI (1991)
- Premio al Desempeño Destacado de la Compañía Monsanto (1992, 1993)
- Ganadora a la Medalla al Primer Lugar, Global Development Network Award, KARI (2000)
- Premio del Global Development Network por la introducción exitosa del tejido de cultivo de bananas en Kenia (2000)
- Mujer del Año de Eve Magazine (2000)[4]
- Premio Yara, por sus contribuciones significativas a la lucha contra el hambre y la pobreza en el África (2008)[5]
- Grado Honorario (Doctora en Ciencias) de la Universidad de Bath (2009)

## Vida personal
Florence Wambugu tiene tres hijos.